# Hermann Jäger (Gärtner)

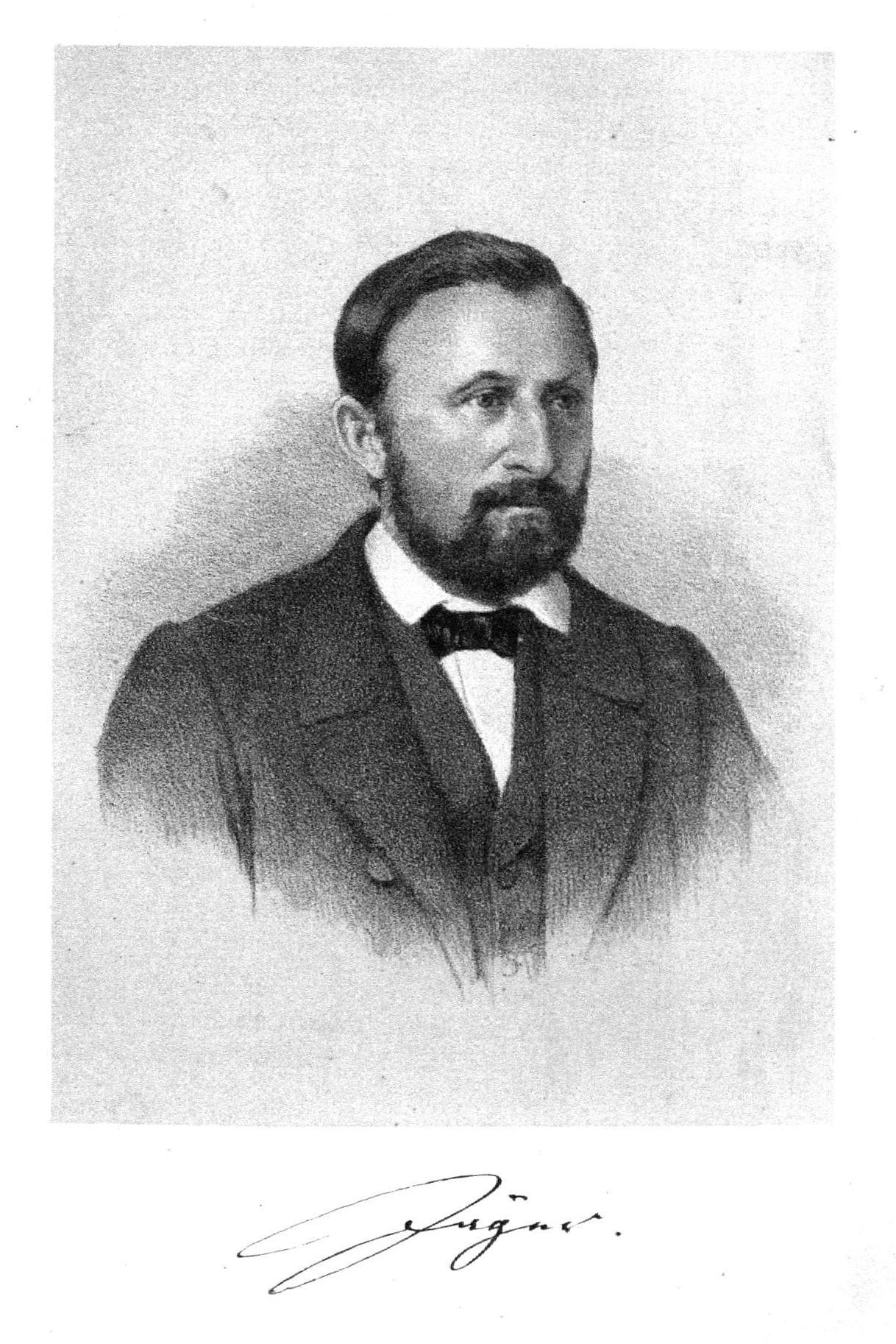
Porträt Jägers, Pomologische Monatshefte, 1870

 Hermann Jäger , auch Jaeger, (* 7. Oktober 1815 in Münchenbernsdorf; † 5. Januar 1890 in Eisenach) war ein sächsischer, deutscher Gärtner und Gartenschriftsteller.

## Leben
Hermann Jäger wurde am 7. Oktober 1815 in Münchenbernsdorf bei Gera als Sohn des örtlichen Oberpfarrers geboren. Sein Vater wünschte sich für den Sohn eigentlich eine militärische Laufbahn. In seiner Jugend erlitt Jäger allerdings eine Schussverletzung des rechten Arms, weshalb er für den Militärdienst ungeeignet war. Er besuchte zunächst das Gymnasium in Gera.
Da sein Vater verstarb, als Jäger erst 12 Jahre alt war, konnte er nicht wie seine Brüder studieren, sondern musste den Schulbesuch mit 16 Jahren beenden, um einen Beruf zu erlernen, da er seinen Lebensunterhalt verdienen musste. Er begann deshalb eine Ausbildung zum Gärtner in der Gärtnerei des Belvedere bei Weimar. Zuvor musste er eine Probezeit in der Handelsgärtnerei C. Wagner in Gera absolvieren, um zu beweisen, dass er trotz der Schussverletzung in der Lage war, die körperlich anspruchsvolle Gärtnerarbeit zu leisten. Jäger musste während der Lehrzeit in Weimar vor allem pflegerische Arbeiten leisten, er freundete sich aber mit dem Gartengehilfen Justus Ottmar Friedrich Dotzauer, dem späteren Garteninspektor des botanischen Gartens in Greifswald, an, der ihn in die botanische Bestimmung von Pflanzen einführte und ihn auf pflanzenkundliche Exkursionen mitnahm.
Nach dem Abschluss der Lehre erweiterte Jäger seine gärtnerischen Kenntnisse und Fähigkeiten, indem er in verschiedenen bekannten Gärten als Gehilfe tätig war. 1834 trat er zunächst eine Stelle als Gärtnergehilfe im Herzoglichen Orangeriegarten in Gotha an. 1835 wechselte er in den Botanischen Garten Hamburg, wo er unter dem Gärtnermeister Johann Heinrich Ohlendorff arbeitete, mit dem ihn später eine lebenslange Freundschaft verband. Hier lernte er auch den Botaniker Christian Friedrich Ecklon kennen, dem er gemeinsam mit dem Botaniker Ludwig Preiss (1811–1883) half, die auf einer Afrikareise gesammelten Pflanzen botanisch aufzuarbeiten.
1836 arbeitete Jäger im Park des Schlosses Schönbrunn bei Wien unter dem Gärtnermeister Heinrich Wilhelm Schott. Er wurde schon nach kurzer Zeit zum Inspektionsgehilfen befördert und im Palmenhaus beschäftigt. In seiner Freizeit unternahm Jäger botanische Exkursionen in die nähere Umgebung Wiens. Vom Frühjahr bis zum Herbst 1837 war er im K. K. Hofgarten in Innsbruck angestellt. Während dieser Tätigkeit unternahm er eine Wanderreise durch Nordtirol, um in den nördlichen Alpen Gebirgspflanzen und Samen zu sammeln. Die gesammelten Pflanzen kultivierte er im Innsbrucker Hofgarten; die Samen verkaufte er, um weitere Reisen finanzieren zu können.
Von Innsbruck wechselte er im Herbst 1837 in den Nymphenburger Schlosspark in München. Hier gründeten die Gärtnergehilfen der Königlichen Gärten von München und Nymphenburg einen Gärtnerverein, in dem sie sich durch Vorträge gemeinsam fortbildeten. Hermann Jäger wurde zum Sekretär des Vereins bestimmt. Während der Münchener Zeit besuchte er die Sonntagsvorlesungen der Polytechnischen Schule und interessierte sich insbesondere für das Fach Chemie. Er lernte verschiedene Münchner Künstler kennen, durch die er angeregt wurde, ab Juli 1840 Italien zu bereisen. Über West- und Südtirol reiste er nach Florenz, Pisa, Livorno und Genua, wo er vor allem die dortigen Gartenanlagen besuchte. Auf der Rückreise durchquerte er die Schweiz und erreichte im Herbst 1840 Paris.
In Paris arbeitete er zunächst für kurze Zeit als Gärtner auf dem Friedhof Montparnasse. Seine freie Zeit nutzte er für Besuche der kaiserlichen Bibliothek Sainte-Geneviève. Schließlich fand er auf Vermittlung des Obergärtners des Jardin des Plantes eine Anstellung in der Baumschule der Gebrüder Cels in Montrouge. Hier beschäftigte er sich intensiv mit dem nahe gelegenen Botanischen Garten der Ecole de Médécine sowie den Obstkulturen des Jardin de Luxembourg, die unter der Leitung von Julien-Alexandre Hardy standen, dessen Buch über den Obstbaumschnitt er später ins Deutsche übersetzte.
Schließlich nahm Jäger eine Stelle als Jardinier fleuriste in Verneuil-sur-Seine beim Grafen Ernest de Talleyrand-Périgord an, wo er schon nach zwei Monaten zum Obergärtner (Jardinier en Chef) ernannt wurde, womit ihm die Aufsicht über sämtliche gräfliche Gärten anvertraut war. Er gab diese Stelle jedoch nach knapp einem Jahr schon wieder auf, da er es bevorzugte, in seinem Heimatland zu leben. So reiste er über Belgien und England, wo er wiederum bekannte Gärten und Gärtnereien besichtigte, zurück nach Weimar. Dort trat er wieder eine Stelle am Belvedere in Weimar an, da man ihm dort eine Stelle als Hofgärtner in Aussicht gestellt hatte. Nachdem er dort jedoch fast drei zwei Jahre tätig gewesen war, ohne dass er die zugesagte Stelle erhalten hatte, stellte ihm die Großherzogin Maria Pawlowna ein an Alexander von Humboldt adressiertes Empfehlungsschreiben aus, mit dem er sich um eine Stellung als Gärtnergehilfe am Königlichen Botanischen Garten in Berlin-Schöneberg bewarb. Unter Carl David Bouché, der die Leitung des Gartens kurz zuvor übernommen hatte, wurde er als Nachfolger des Gärtners J. von Warseewitz eingestellt, der zu einer botanischen Exkursion nach Peru aufbrach. Während dieser Tätigkeit besuchte er an der Universität Berlin Vorlesungen in naturwissenschaftlichen Fächern, wobei ihn vor allem die meteorologischen Vorträge von Heinrich Wilhelm Dove interessierten, der heute als Begründer der Wissenschaft der Meteorologie und Wettervorhersage gilt.

## Jägers Zeit in Eisenach
Jäger wurde durch Weisung des Großherzogs an die Gartendirektion Eisenach mit Wirkung zum 1. April 1845 als Hofgärtner nach Eisenach berufen. Diese Stellung trat er im März 1845 an. Sein Vorgesetzter war hier zunächst der Großherzogliche Garteninspektor und Rat Professor Friedrich Gottlieb Dietrich (1765–1850). Jäger oblag die gärtnerische Aufsicht über den Landschaftsgarten der Eisenacher Kartause sowie über den Park des nahegelegenen Schlosses Wilhelmsthal, zu dem auch eine Baumschule gehörte. Jäger bezog eine Gärtnerdienstwohnung im Teehaus des Karthausgartens.
1873 wurde er zum großherzoglich sächsischen Garteninspektor ernannt. Für seine Verdienste verlieh ihm sein Dienstherr Großherzog Carl Alexander die Sächsische grosse goldene Medaille für Kunst und Wissenschaft.
Hermann Jäger starb am 5. Januar 1890 in Eisenach. Als seinen Nachfolger berief Großherzog Carl Alexander den Hofgärtner Otto Ludwig Sckell (1861–1948) nach Eisenach.

### Der Kartausgarten
Der Kartausgarten der Kartause war 1790 durch den Hofgärtner Johann Georg Sckell als Landschaftsgarten gestaltet worden. Dietrich hatte hier 1802 einen botanischen Garten angelegt. Die gesamte Parkanlage befand sich bei Jägers Dienstantritt in einem vernachlässigten Zustand und wurde von Jäger zwischen 1845 und 1847 umfangreich überarbeitet, wobei er den botanischen Garten wieder in einen Blumen- und Landschaftsgarten umgestaltete. Allerdings stand er dabei vor einigen gartengestalterischen Problemen, da dem Gelände zum einen der sonst für einen Landschaftsgarten durch ein Schloss oder Herrenhaus gebildete räumliche Bezugspunkte fehlte und durch die Topographie des terrassierten Geländes kein weiter Garteninnenraum geschaffen werden konnte.
Jäger bezog deshalb die den Garten umgebende Landschaft durch eine geschickte Wegeführung in die Gestaltung des Gartens ein, so dass für den Besucher die Illusion eines weitläufigen Gartens ohne Begrenzung durch Zäune und Mauern entstand. Durch Zukäufe anliegender Grundstücke in den Jahren 1845 bis 1848 wurde der Garten außerdem in die südliche und östliche Richtung erweitert und ein Ausblick auf die nahe gelegene Wartburg geschaffen. Jäger beließ in einigen Bereichen des Gartens die natürlich gewachsenen Pflanzengemeinschaften, wodurch er dem Garten einen natürlich gewachsenen Anschein geben wollte.
Die von Jäger geschaffene Anlage bestand insgesamt aus drei Teilen: einem historischen Küchen- und Kräutergarten aus der Klosterzeit, einem weitgehend durch seinen Vorgänger Dietrich gestalteten Bereich um das Gärtnerhäuschen sowie dem Landschaftspark mit baumbestandenen Steilhängen und eine bepflanzten Wiese am Sengelsbach.

### Park Wilhelmsthal
Bereits 1840 hatte Eduard Petzold Pläne für eine Umgestaltung des Parks von Schloss Wilhelmsthal angefertigt, die aber nicht umgesetzt wurden. Hermann Jäger erhielt 1854 schließlich den Auftrag des Großherzogs, ebenfalls Pläne für eine Umgestaltung auszuarbeiteten. Diese legte er dem Fürst von Pückler-Muskau bei einem Besuch in Eisenach im Sommer 1854 zusammen mit den Plänen Petzolds zur Beurteilung vor. Jäger war von Pückler-Muskau durch sein 1851 erschienenes Buch Reichenau, oder Gedanken über Landesverschönerung bekannt geworden, der in seit dem auf Durchreisen öfter in Eisenach besuchte.
von Pückler-Muskau lobte die Pläne und bot dem mit ihm befreundeten Großherzog an, bei der Umgestaltung des Parkes mitzuwirken. Im November 1854 kam von Pückler-Muskau daraufhin nach Eisenach, um mit Jäger gemeinsam die Gartenarbeiten zu beaufsichtigen. Während dieser Zeit entstand eine Freundschaft zwischen Jäger und von Pückler-Muskau, den Jäger später in Branitz besuchte. Nach dem Besuch veröffentlichte er ausführliche Beschreibungen der dortigen, durch von Pückler-Muskau geschaffenen Parkanlagen in Branitz und Muskau. von Pückler-Muskau und Jäger orientierten sich bei der Umgestaltung im Wesentlichen an der bestehenden Parkanlage, legten aber neue Pflanzungen an und veränderten einige Wegführungen.  Auch in Wilhelmsthal legte Jäger besonderen Wert darauf, den Eindruck eines natürlich gewachsenen Parks zu erzeugen.

## Familie
Hermann Jäger war verheiratet und hatte mehrere Kinder und zahlreiche Enkel. Seine Tochter Clara war mit dem herzoglichen Oberhofgärtner Max Vieweg-Franz (* 21. April 1852 in Annaberg; † 28. August 1905 in Meiningen) verheiratet, der während seiner Gesellenzeit unter Jäger in Eisenach gearbeitet hatte.

## Literarisches Werk
Neben seiner Tätigkeit als Hofgärtner und Gartenarchitekt betätigte sich Jäger vor allem als Autor. Er veröffentlichte zahlreiche Bücher zu den Themen Gartenbau und Gartenkunst. Vor allem sein Lehrbuch der Gartenkunst (Berlin 1877), an dem er 30 Jahre lang arbeitete, fand große Anerkennung. Insgesamt erreichten seine Bücher zusammen mehr als 50 Auflagen. Obwohl Hermann Jäger im Alter in schlechtem körperlichem Zustand war und nicht mehr als Gärtner und Gartenarchitekt arbeiten konnte, war er bis kurz vor seinem Tod schriftstellerisch tätig.
Neben den von ihm verfassten Büchern veröffentlichte er auch zahlreiche Beiträge in gartenbaulichen und landwirtschaftlichen Fachzeitschriften. So war er ab 1853 regelmäßiger Mitarbeiter bei der von Eduard Regel herausgegebenen Zeitschrift Gartenflora, deren Mitherausgeber er ab 1857 war. Ab 1847 publizierte er regelmäßig in der Agronomischen Zeitung von Wilhelm von Hamm, ab 1852 in der von Otto Ule und Karl Müller herausgegebenen Wochenzeitschrift Die Natur und ab 1844 in der Berliner Gartenzeitung und der Wochenschrift für Gärtnerei von Karl Heinrich Koch.
Wenig bekannt ist, dass Hermann Jäger sich auch auf belletristischem Gebiet als Autor betätigte; neben zwei Romanen und zahlreichen Märchen veröffentlichte er Gedichte, die von der Kritik sehr positiv aufgenommen wurden. Für seinen Tendenzroman Angelroder Dorfgeschichten oder die Amerikaner in Deutschland., in dem er sich gegen die leichtsinnige Auswanderung richtet, wurde er durch König Wilhelm I. von Württemberg mit der Goldenen Medaille für Wissenschaft und Kunst ausgezeichnet.

### Gartenbauliteratur

#### Herausgeber und Autor
- H. Jäger’s illustrirte Bibliothek des landwirthschaftlichen Gartenbaues für Gärtner, Landwirthe und Gartenbesitzer. Mit besonderer Berücksichtigung des Obst- und Gemüsebaues sowie des Gartenbetriebes in Frankreich und England.
  - 1. Der praktische Obstgärtner.[16]
    - 1. Band: Die Baumschule. Vollständige Anleitung zur Anzucht der Obstbäume zum Betriebe der Baumschulen im Grossen und Kleinen und zur Gewinnung neuer, besserer Obstsorten aus Samen. , 1. Auflage, 1855
    - 2. Band: Der Obstbau.  Anleitung zur Anlage von Obstgärten und Baumgütern zur Kultur der Obstbäume und Sträucher jeder Art, zur Behandlung der Baumkrankheiten, sowie zur Aufbewahrung, Versendung, Verwerthung und Verwendung des Obstes. , 2. umgearbeitete Auflage. Leipzig 1862
    - 3. Band: J. A. Hardy, H. Jäger (Übersetzer): Der Obstbaumschnitt. Neueste Methode zur Behandlung der feineren Obstsorten am Spalier und in allen anderen gebräuchlichen Formen. Nach der neuesten Auflage des Originals und mit Rücksicht auf einheimische Verhältnisse., 1. Auflage, Leipzig 1855

  - 2. Der praktische Gemüsegärtner.[17]
    - 1. Band: Grundsätze und allgemeine Regeln für den Gemüsebau im freien Lande.
    - 2. Band: Kultur aller bekannten Gemüsearten im freien Lande.
    - 3. Band: Die Gemüsetreiberei oder die Kultur der Frühgemüse in Mistbeeten, Treibkästen und Treibhäusern, einschließlich der Melonen-, Champignon- und Ananaszucht, sowie der Erdbeertreiberei., 1. Auflage, Leipzig 1857

  - 3. Band, bestehend aus vier Teilen:
    - H. Jäger’s Boden- und Düngerkunde. Mit besonderer Beziehung auf Gemüse-, Obst- und Weinbau. Nebst Kalender der Nutzgärtnerei,enthaltend die beim Gemüse- und Obstbau vorkommenden monatlichen Verrichtungen. Nebst Kalender der Nutzgärtnerei, enthaltend alle beim Gemüse- und Obstbau vorkommenden monatlichen Verrichtungen. Leipzig 1860
    - M. Loisel, H. Jäger (Übersetzer): Die vollkommene Spargelzucht: Kultur der Spargel auf natürlichem und künstlichem Wege. Leipzig, 1855
    - Ferdinand Rubens: Winzerbuch. Leichtfaßliche Anleitung zum Weinbau im Kleinen und Großen, mit besonderer Berücksichtigung der nördlichen Gegenden. Leipzig, 1858
    - Jäger’s Apothekergarten. Anleitung zur Kultur und Behandlung der in Deutschland zu ziehenden medicinischen Pflanzen., 1. Auflage, Leipzig 1859

#### Autor
- in der Reihe Weber’s Illustrirte Katechismen des Leipziger Verlagsbuchhandlung von J. J. Weber:
  - Katechismus der Nutzgärtnerei oder Grundzüge des Gemüse- und Obstbaues., 1. Auflage, Leipzig 1852
  - Katechismus der Ziergärtnerei oder Belehrung über Anlage, Ausschmückung und Unterhaltung der Gärten – und die Blumenzucht., 1. Auflage, Leipzig, 1853
  - Katechismus der Rosenzucht. Vollständige Anleitung über Zucht, Behandlung und Verwendung der Rosen im Lande und in Töpfen., 1. Auflage, Leipzig 1882
- Ideenmagazin zur zweckmässigsten Anlegung und Ausstattung geschmackvoller Hausgärten und anderer kleiner Gartenanlagen sowohl für den Luxus als zur Nutzung. Für Gartenbesitzer und Gärtner. Verlag von Bernhard Friedrich Voigt, Weimar 1845
- Winterflora oder Neuestes Handbuch der Blumentreiberei: eine allgemein praktische u. faßliche Unterweisung, Zierpflanzen im Winter zur Blüthe zu bringen. Mit einer kurzen Beschreibung und Culturangabe der naturgemäß im Winter blühenden Pflanzen.  Bernhard Friedrich Voigt, Weimar 1851
- Die besondere Kultur aller bekannten Gemüsearten im freien Lande. Otto Spamer, Leipzig 1857
- Die Verwendung der Pflanzen in der Gartenkunst, oder, Gehölz, Blumen und Rasen: ein künstlerischer Führer bei der Anlage und Unterhaltung von Landschafts- und Blumengärten, für Gärtner, Guts- und Gartenbesitzer Hugo Scheube, Gotha 1858
- Die Boden- und Düngerkunde, mit besonderer Berücksichtigung des Gemüse-, Obst- und Weinbaues. Ergänzungsband, Leipzig 1860
- Illustrirtes allgemeines Gartenbuch: Vollständige Anleitung zum Gartenbau nach jeder Richtung, zur Gartenkunst wie zur Landschaftsgärtnerei; als zum Gemüse- und Obstbau, zur Anlage von Baumschulen, zur künstlichen Baumzucht und Befruchtung, sowie zum Samenbau, zur Blumengärtnerei im Garten, Glashaus und Zimmer, zur Blumentreiberei im Winter, unter besonderer Angabe der Blütezeit, Behandlung und Verwendung der schönsten und beliebtesten Blumen des Gartens und des Zimmers, zur Anlegung von Gärten jeder Art, Gewächshäusern und Mistbeeten. Ein Handbuch für Gärtner, Gartenfreunde und Landwirthe. Verlagsbuchhandlung von Otto Spamer, Leipzig / Berlin 1864
- Die Ziergehölze der Gärten und Parkanlagen. Alphabetisch geordnete Beschreibung, Kultur und Verwendung aller bis jetzt näher bekannten Holzpflanzen und ihrer Abarten, welche in Deutschland un Ländern von gleichem Klima im Freien gezogen werden können. Nebst Bemerkungen über ihre Benutzung zu anderen Zwecken und mit einer Einleitung über die Bewirthschaftung der Baumschulen wie über Anzucht, Pflanzung und Acclimatisation der Gehölze. Bernhard Friedrich Voigt, Weimar 1865
- Der gewerbliche Gemüsebau auf Landgütern und in Dorfgemeinden. Hermann Weißbach, Leipzig 1870
- Die Zimmer- und Hausgärtnerei. Anleitung zur Anzucht, Pflege und Verwendung der Zierpflanzen in den Wohnräumen mit Zubehör nebst Beschreibung der schönsten Zierpflanzen. 1. Auflage, Verlag von Cohen & Risch, Stuttgart / Leipzig 1870
- Frauengarten. Illustrirtes Gartenbuch für Damen jedes Standes. Cohen & Risch, Stuttgart 1871
- (mit Heinrich Schwerdt): Eisenach und die Wartburg mit ihren Merkwürdigkeiten und Umgebungen., Verlag Bachmeister, Eisenach 1871
- Die schönsten Pflanzen des Blumen- und Landschaftsgartens, der Gewächshäuser und Wohnungen: ein vollständiges Blumenlexikon. Cohen & Risch, Stuttgart 1873
- Der immerblühende Garten: Anleitung zur Ausschmückung und Erhaltung von Blumengärten und Beeten jeder Art, sowie zur Kultur und Verwendung der schönsten Land- und Topfgartenblumen. Cohen & Risch, Stuttgart 1875
- Lehrbuch der Gartenkunst oder Lehre von der Anlage, Ausschmückung und künstlerischen Unterhaltung der Gärten und freien Anlagen. Hugo Voigt, Berlin / Leipzig 1877
- Die Nutzholzpflanzungen und ihre Verwendung, mit besonderer Rücksicht auf fremde Holzarten und Weidenzucht: zugleich als Mittel zu ländlichen Verschönerungen. Cohen & Risch, Stuttgart 1877
- Deutsche Bäume und Wälder: popular-ästhetische Darstellungen aus der Natur und Naturgeschichte und Geographie der Baumwelt: für ein allgemeines gebildetes Publikum. Karl Scholtze, Leipzig 1877
- Flora im Garten und Hause oder Die Lieblingsblumen der Deutschen, Beschreibung, Anzucht, Behandlung und Verwendung. Philipp Cohen, Hannover / Leipzig 1878
- Der Hausgarten: Ideen und Anleitung zur Einrichtung, Ausstattung und Erhaltung geschmackvoller Haus- und Vorstadtgärten, sowohl für den Luxus, als zur Nutzung. Erläutert durch 35 Gartenpläne und 18 Blumenstücke auf 14 lithographirten Tafeln in Farbendruck. Für Gartenbesitzer, Gärtner, Architekten und Bauunternehmer.  Bernhard Friedrich Voigt, Weimar 1880
- Garten- und Blumen-Brevier: Widmungsgabe für unsere Frauen und Jungfrauen. Nebst einem Gartenarbeits-Kalender. Otto Spamer, Leipzig 1880
- Ernst Benary (Hrsg.): Die Erziehung der Pflanzen aus Samen. Ein Handbuch für Gartenfreunde, Gärtner und Samenhändler. , Erfurt 1887
- Gartenkunst und Gärten sonst und jetzt. Handbuch für Gärtner, Architekten und Liebhaber. Paul Parey, Berlin 1888

### Belletristik und Poesie
- Gedichte. J.J. Weber, Leipzig 1851[18]
- Reichenau, oder Gedanken über Landesverschönerung. Eine Erzählung. J.J. Weber, Leipzig 1851
- Flachslenchen. Ein Märchen von Hermann Jäger. 1852
- Angelroder Dorfgeschichten oder Die Amerikaner in Deutschland: eine unterhaltende und lehrreiche Erzählung für Bauern und Bauernfreunde. Weimar 1856